# Surprise-partie (film, 1944)
Pour les articles homonymes, voir Surprise-partie (homonymie).
Pour plus de détails, voir Fiche technique et Distribution.
Surprise-partie (Johnny Doesn't Live Here Anymore) est une comédie romantique américaine de Joe May (dont ce sera la dernière réalisation) sortie en 1944, , qui satirise la pénurie générale de logements dans l'Amérique de la Seconde Guerre mondiale. 
Le rôle principal est tenu par la Française Simone Simon, qui s'est réfugiée aux États-Unis pour échapper à l'occupation allemande, et le jeune Robert Mitchum y tient un rôle secondaire précoce. L'intrigue de cette série B est inspirée par une nouvelle des King Brothers.

## Synopsis
Dans un train en partance du Québec, Kathie Aumont renverse accidentellement du sel. Profondément superstitieuse, elle croit que cela la condamne à sept semaines de malchance. Elle a raison, car elle est ensuite poursuivie par un gremlin malchanceux nommé B.O. Rumpelstilskin (Jerry Maren). Lorsqu'elle arrive à destination dans la capitale américaine Washington, elle découvre que son amie Sally, avec qui elle devait vivre, vient de se marier. Kathie n'a donc nulle part où dormir. Heureusement, elle fait la connaissance de Johnny, un fusilier marin nouvellement intronisé. Il lui donne la clé de son appartement et lui dit qu'elle peut y rester pendant son absence. Malheureusement, Johnny a également donné les clés à tous ses amis. S'ensuivent confusion, comédie et romance.

## Fiche technique
- Titre original américain : Johnny Doesn't Live Here Anymore ou A Run on Gold[2],[3]
- Titre français : Surprise-partie ou Les Fiancés de Katie[4]
- Réalisateur : Joe May
- Scénario : Philip Yordan, Hans Kafka (de)
- Photographie : Ira H. Morgan
- Montage : Martin G. Cohn
- Musique : W. Franke Harling
- Production : William-Ray Johnston, Trem Carr, Maurice King, Frank King
- Société de production : Monogram Pictures, King Brothers Productions
- Pays de production :  États-Unis
- Langue originale : anglais américain
- Format : Noir et blanc - 1,37:1 - Son mono - 35 mm
- Durée : 79 minutes
- Genre : Comédie sentimentale[4]
- Dates de sortie :
  - États-Unis : 8 juillet 1944
  - France : 10 mars 1950[4]

## Distribution
- Simone Simon : Kathie Aumont
- James Ellison : Mike Burke
- William Terry : Johnny Moore
- Minna Gombell : Mme Collins
- Chick Chandler : Jack
- Alan Dinehart : Richter
- Gladys Blake : Sally
- Robert Mitchum : Le capitaine Jeff Daniels
- Dorothy Granger : Irène
- Grady Sutton : George
- Chester Clute : M. Collins
- Fern Emmett : Mégère
- Jerry Maren : Gremlin
- Janet Shaw : Gladys
- Billy Laughlin : Jerry Malone

## Accueil critique
Pour Joe May, le réalisateur vedette de la République de Weimar, qui avait autrefois marqué l'histoire du cinéma avec de grandes productions aussi ambitieuses que destinées au grand public, comme Die Herrin der Welt (1919) et Le Tombeau hindou (1921), cette production bon marché marqua le triste point final d'une carrière cinématographique qui s'est étendue sur trois bonnes décennies.
Le Movie & Video Guide voit dans le film un précurseur de La Garçonnière (1960) de Billy Wilder.
Le Halliwell's Film Guide trouve que le film est « une farce tiède qui a probablement amusé à son époque ».